# Enskede Kvarn

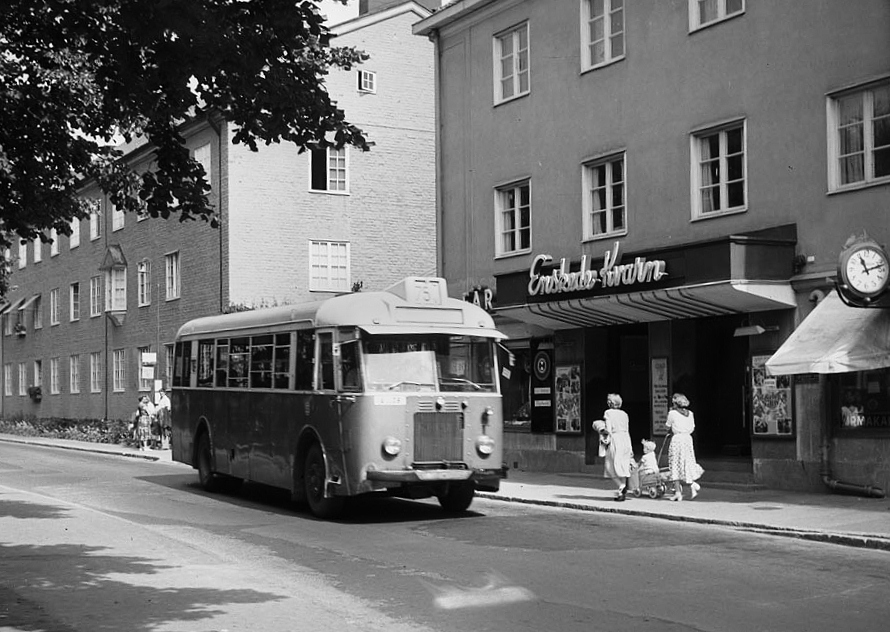
Biograf ”Enskede Kvarn” 1950.

Enskede Kvarn var en biograf vid Nynäsvägen 317 (f.d. Södertörnsvägen 317) i Gamla Enskede, södra Stockholm. Biografen öppnade 1926 och stängde 1962.
Enskede Kvarn var en renodlad kvartersbiograf och inrymdes i en nyuppförd fastighet i kvarteret Nutiden (granne med Framtiden 1). Biografen hade från början 374 platser. Ägaren var godsherren Frans Nilsson som drev flera andra biografer i Stockholm, bland annat startade han 1927 Metropol-Palais (även kallad Metropolpalatset) vid Sveavägen 77.
Vid invigningen den 20 november 1926 visades först en nyinspelad kortfilm om Enskede och därefter Balettgrevinnan ackompanjerad av en hel orkester. Som så många andra biografer föll även Enskede Kvarn offer för biografdöden och stängde den 23 september 1962. Idag (2012) finns en affär för kontorstillbehör i lokalen.